# HMAS Australia (D84)
HMAS Australia (D84) là một tàu tuần dương hạng nặng thuộc lớp County, được chế tạo tại Anh Quốc thuộc lớp phụ Kent, để hoạt động cùng Hải quân Hoàng gia Australia. Australia đã tham gia hoạt động trong suốt Chiến tranh Thế giới thứ hai, được tin là chiếc tàu chiến đầu tiên bị hư hại bởi hoạt động tấn công cảm tử kamikaze của Nhật Bản, và giữ kỷ lục ngang bằng với tàu khu trục Mỹ USS Laffey về số lần bị "kamikaze" đánh trúng là 6 lần. Sau chiến tranh nó tiếp tục phục vụ như là tàu huấn luyện cho đến khi được tháo dỡ vào năm 1955.

## Thiết kế và chế tạo
Australia được chế tạo bởi hãng đóng tàu John Brown tại Clydebank thuộc Scotland, được đặt lườn vào ngày 26 tháng 8 năm 1925. Nó được hạ thủy vào ngày 17 tháng 3 năm 1927, và đưa ra hoạt động vào ngày 24 tháng 4 năm 1928, hai tháng trước con tàu chị em HMAS Canberra.

## Lịch sử hoạt động

### Chiến tranh Thế giới thứ hai
Sau khi Chiến tranh Thế giới thứ hai bắt đầu, "The Aussie" (như được nội bộ Hải quân Hoàng gia Australia gọi một cách thân mật) khai hỏa các khẩu pháo chính 203 mm (8 inch) lần đầu tiên ngoài khơi bờ biển Dakar vào cuối năm 1940, khi nó tham gia Chiến dịch Menace. Australia đã gây hư hại chiếc tàu khu trục L'Audacieux của phe Vichy Pháp, khiến nó bị mắc cạn vào ngày 23–24 tháng 9; tuy nhiên, Australia cũng trúng phải đạn pháo từ các khẩu đội phòng thủ duyên hải, và chiếc thủy phi cơ trinh sát Supermarine Seagull V của nó, được cho tách ra từ Phi đội 9 Không quân Hoàng gia Australia, bị các máy bay Curtiss Hawk của phe Vichy Pháp bắn rơi.
Trong năm 1941, Australia hộ tống các đoàn tàu vận tải và tuần tra tại Đại Tây Dương và Ấn Độ Dương. Sau khi xảy ra trận tấn công Trân Châu Cảng mở màn cuộc Chiến tranh Thái Bình Dương, Australia được tái bố trí đến khu vực Tây Nam Thái Bình Dương, thoạt tiên trong thành phần của Hải đội ANZAC và sau đó là Lực lượng Đặc nhiệm 44. Vào tháng 5 năm 1942, trong trận chiến biển Coral, chiếc tàu tuần dương sống sót qua một cuộc tấn công ngắn nhưng ác liệt của máy bay ném bom-ngư lôi Nhật Bản. Từ ngày 26 tháng 8 năm 1942 đến giữa năm 1944, Australia nằm trong thành phần Lực lượng Đặc nhiệm 61, thực hiện bắn pháo hỗ trợ và bảo vệ cho các lực lượng Đồng Minh trên bờ trong các trận chiến trên bộ, bao gồm cuộc chiếm đóng Guadalcanal và chiến dịch New Guinea, kể cả cuộc đổ bộ của Đồng Minh lên New Britain.

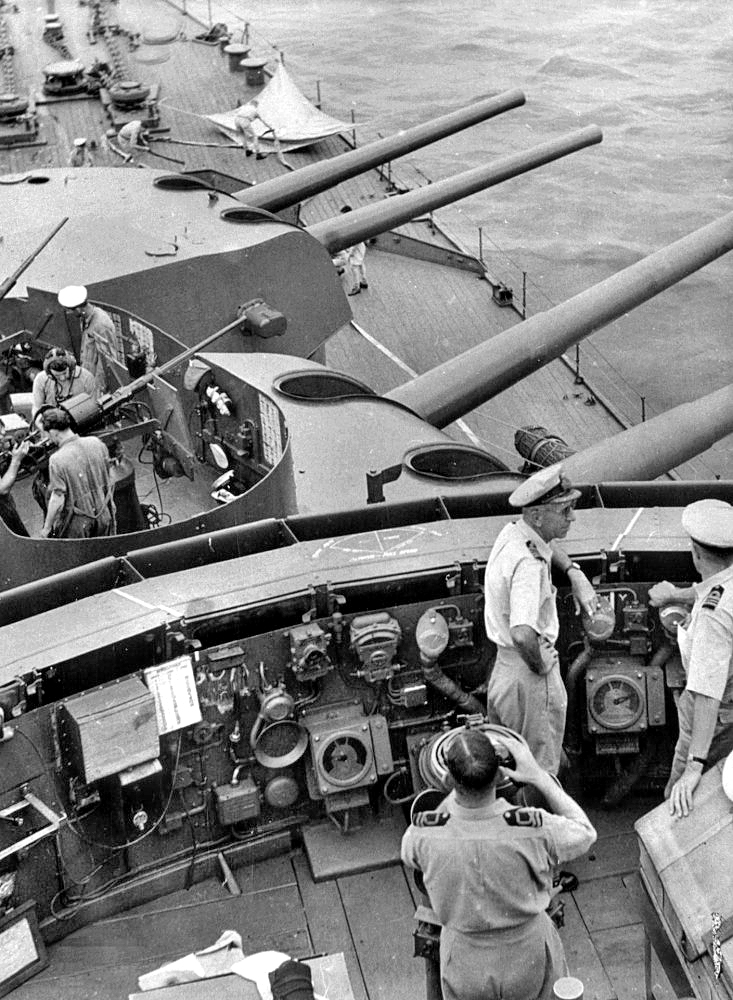
Cầu tàu và các tháp pháo phía trước của HMAS Australia, tháng 9 năm 1944. Đại tá Hải quân Emile Dechaineux đang ở phía trước, mặc áo trắng và đang hướng sang phải.

Ngày 21 tháng 10 năm 1944, trong Trận chiến vịnh Leyte, Australia bị đánh trúng bởi một máy bay Nhật Bản mang theo một quả bom 200 kg (441 lb) trong cuộc tấn công cảm tử kamikaze lần đầu tiên. Chiếc máy bay đâm trúng cấu trúc thượng tầng bên trên cầu tàu, nhiên liệu và mảnh vụn tung tóe trên một khu vực rộng lớn. Điều còn may mắn là quả bom đã tịt ngòi; nếu không, chiếc tàu tuần dương đã có thể bị phá hủy. Ít nhất 30 thành viên thủy thủ đoàn tử nạn trong cuộc tấn công này, trong đó bao gồm Thuyền trưởng chỉ huy con tàu, Đại tá Hải quân Emile Dechaineux; trong số những người bị thương có Thiếu tướng Hải quân John Collins, tư lệnh lực lượng Australia.
Vào ngày 25 tháng 10, Australia lại bị đánh trúng một lần nữa và bị buộc phải rút lui về New Hebrides để sửa chữa. Chiếc tàu tuần dương quay trở lại chiến đấu vào tháng 1 năm 1945; và cho đến khi chiến tranh kết thúc, nó bị máy bay kamikaze đánh trúng trong sáu dịp khác nhau, khiến có tổng cộng 86 người thiệt mạng. Australia vẫn còn đang sửa chữa những hư hại do lần bị đánh trúng sau cùng khi Nhật Bản đầu hàng.

### Sau chiến tranh
Sau khi chiến tranh kết thúc, Australia phục vụ như một tàu huấn luyện. Nó được cho ngừng hoạt động vào ngày 31 tháng 8 năm 1954, và được bán cho hãng BISCO để tháo dỡ vào ngày 25 tháng 1 năm 1955. Nó rời Sydney bằng tàu kéo vào ngày 26 tháng 3 năm 1955, và được tháo dỡ tại xưởng tàu của Thomas W. Ward tại Barrow-in-Furness vào năm 1956.

## Các hình ảnh

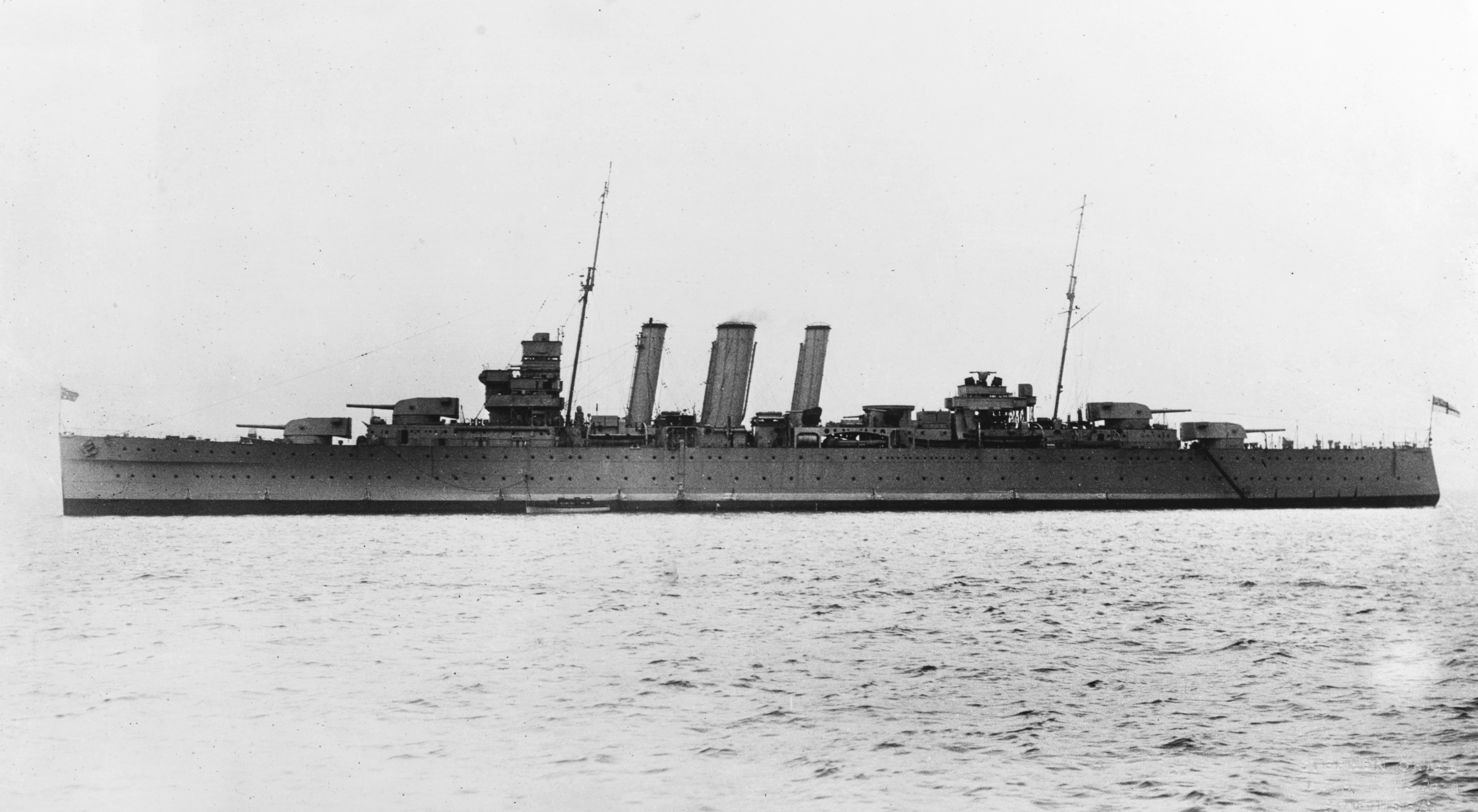
Tàu tuần dương HMAS Australia, khoảng năm 1932–1933
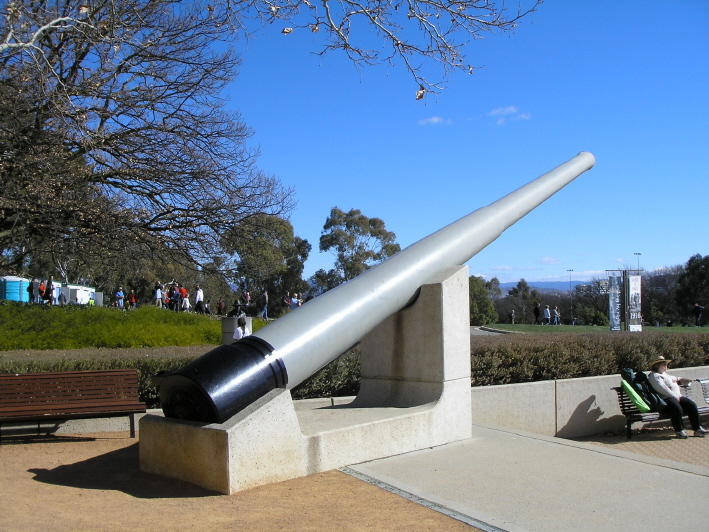
Một trong những khẩu pháo 203 mm (8 inch) của tàu tuần dương HMAS Australia, được trưng bày tại Bảo tàng Chiến tranh Australia
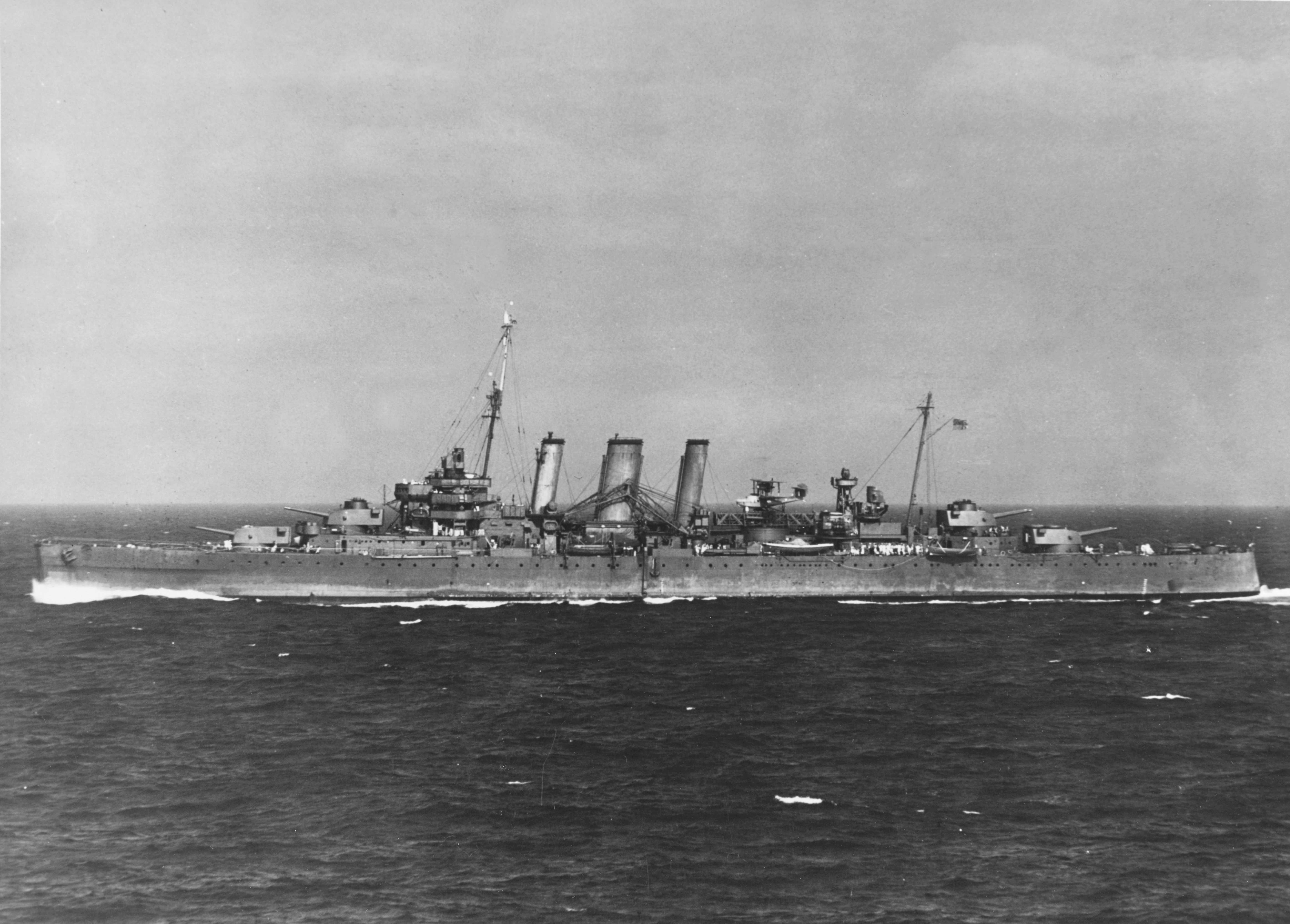
Tàu tuần dương HMAS Australia, năm 1942